# Alrance
Az Alrance folyó Franciaország területén, a Tarn jobb oldali mellékfolyója.

## Földrajzi adatok
A folyó Aveyron megyében, a Francia-középhegységben ered kb. 800 méteren, és Brousse-le-Château városkánál ömlik be a Tarn-ba. Hossza 26 km.
Mellékfolyója a Bétouille.

## Megyék és városok a folyó mentén
- Aveyron : Villefranche-de-Panat, Brousse-le-Château